# Politique à Sainte-Lucie
La politique à Sainte-Lucie se déroule dans le cadre d'une monarchie constitutionnelle parlementaire indépendante. Le monarque de Sainte-Lucie est le chef de l'État, représenté par un gouverneur général qui agit sur les conseils du Premier ministre et du cabinet. Le pouvoir exécutif est détenu par le gouvernement tandis que le pouvoir législatif est partagé entre le monarque et les deux chambres du Parlement. Le pouvoir judiciaire est indépendant de l'exécutif et du législatif.

## Pouvoir exécutif
| Fonction           | Nom           | Parti | Depuis le        |
| ------------------ | ------------- | ----- | ---------------- |
| Roi                | Charles III   |       | 8 septembre 2022 |
| Gouverneur général | Errol Charles |       | 11 novembre 2021 |
| Premier ministre   | Philip Pierre | SLP   | 28 juillet 2021  |

Le Premier ministre est le chef du parti majoritaire de l'Assemblée de Sainte-Lucie. Le gouverneur général exerce essentiellement des fonctions cérémonielles, mais en vertu de la Constitution, des pouvoirs résiduels peuvent être utilisés à la discrétion du gouverneur général. Le pouvoir exécutif à Sainte-Lucie appartient au Premier ministre et au cabinet, qui représentent généralement le parti majoritaire au Parlement.

## Pouvoir législatif
Le Parlement compte deux chambres. L'Assemblée est la chambre basse du parlement bicaméral de Sainte-Lucie. Elle est composée de 17 membres élus pour cinq ans au scrutin uninominal majoritaire à un tour dans autant de circonscriptions électorales.
Le Sénat est la chambre haute du parlement. Il est composé de 11 membres nommés par le gouverneur général selon plusieurs critères :
- six sénateurs nommés sur recommandation du Premier ministre ;
- trois sénateurs nommés sur recommandation du chef de l'opposition ;
- deux sénateurs représentant les domaines religieux, économique ou social ou tout autre intérêt que le gouverneur général estime devoir être représenté.

## Pouvoir judiciaire
Sainte-Lucie possède un système judiciaire indépendant composé de tribunaux de district et d'une haute cour. Les affaires peuvent être portées en appel devant la Cour suprême de la Caraïbe orientale à Castries et, en dernier ressort, devant le Comité judiciaire du Conseil privé à Londres.
Le pays n'a pas d'armée mais possède une unité paramilitaire de service spécial au sein de ses forces de police et un corps de garde-côtes.

## Découpage territorial

Les 17 circonscriptions électorales de Sainte-Lucie.

Sainte-Lucie compte 10 districts administratifs. Dans la plupart des villes et des villages, des gouvernements locaux élus par le peuple assument des tâches telles que la réglementation de l'assainissement et des marchés, l'entretien des cimetières et des routes secondaires, etc.
Il y a 17 circonscriptions électorales à Sainte-Lucie, réparties comme suit :
| Districts    | Circonscriptions                                                                        |
| ------------ | --------------------------------------------------------------------------------------- |
| Gros-Islet   | Gros-Islet                                                                              |
| Castries     | Babonneau, Castries-Est, Castries-Sud, Castries-Sud-Est, Castries-Nord, Castries-Centre |
| Anse-la-Raye | Anse-la-Raye et Canaries                                                                |
| Canaries     | Anse-la-Raye et Canaries                                                                |
| Soufrière    | Soufrière                                                                               |
| Laborie      | Laborie                                                                                 |
| Vieux Fort   | Vieux Fort-Nord, Vieux Fort-Sud                                                         |
| Micoud       | Micoud-Nord, Micoud-Sud                                                                 |
| Dennery      | Dennery-Nord, Dennery-Sud                                                               |
| Choiseul     | Choiseul                                                                                |

## Pour approfondir